# Leptothorax recedens
Leptothorax recedens é uma espécie de formiga da família Formicidae.
Pode ser encontrada na França, Itália e Espanha.